# Разделение властей
Разделе́ние власте́й — политическая теория, правовая доктрина и реализуемый на практике политический институт, подразумевающий распределение государственной власти между независимыми друг от друга, но при этом уравновешивающими и контролирующими друг друга ветвями: законодательной, исполнительной и судебной.
Предложена Джоном Локком. Термин введён Шарлем-Луи де Монтескьё (фр. séparation des pouvoirs, лат. trias politica).

## Терминология
Некоторые специалисты по конституционному праву считают употребление термина разделение властей некорректным, исходя из принципа народовластия, предполагающего единство государственной власти и местного самоуправления при существовании единой власти народа. Предлагается термин разделение власти, так как власть в Российской Федерации одна — власть народа.

## История
Одним из первых исторических примеров конституционного разделения властей являются законы, разработанные и внедрённые в Спарте Ликургом в VIII веке до н. э.. Тогда Ликург разделил властные полномочия между царём, знатью и народным собранием, создав государственный строй, просуществовавший более 800 лет.
В истории имеются другие примеры разделения властей. Так, в империи Ахеменидов войска не подчинялись сатрапам и в то же время военачальники не имели административной власти.
Идея, лежащая в основе современного разделения властей, была заложена в конституции Римской республики — наборе прецедентных, обычно неписаных принципов. Центральное управление в Древнем Риме было разделено на три основные силы: консулов, сенат и комиции. Таким образом, каждая ветвь власти в республиканские времена представляла собой отдельную организацию, ни одна из которых не могла монополизировать властные полномочия.

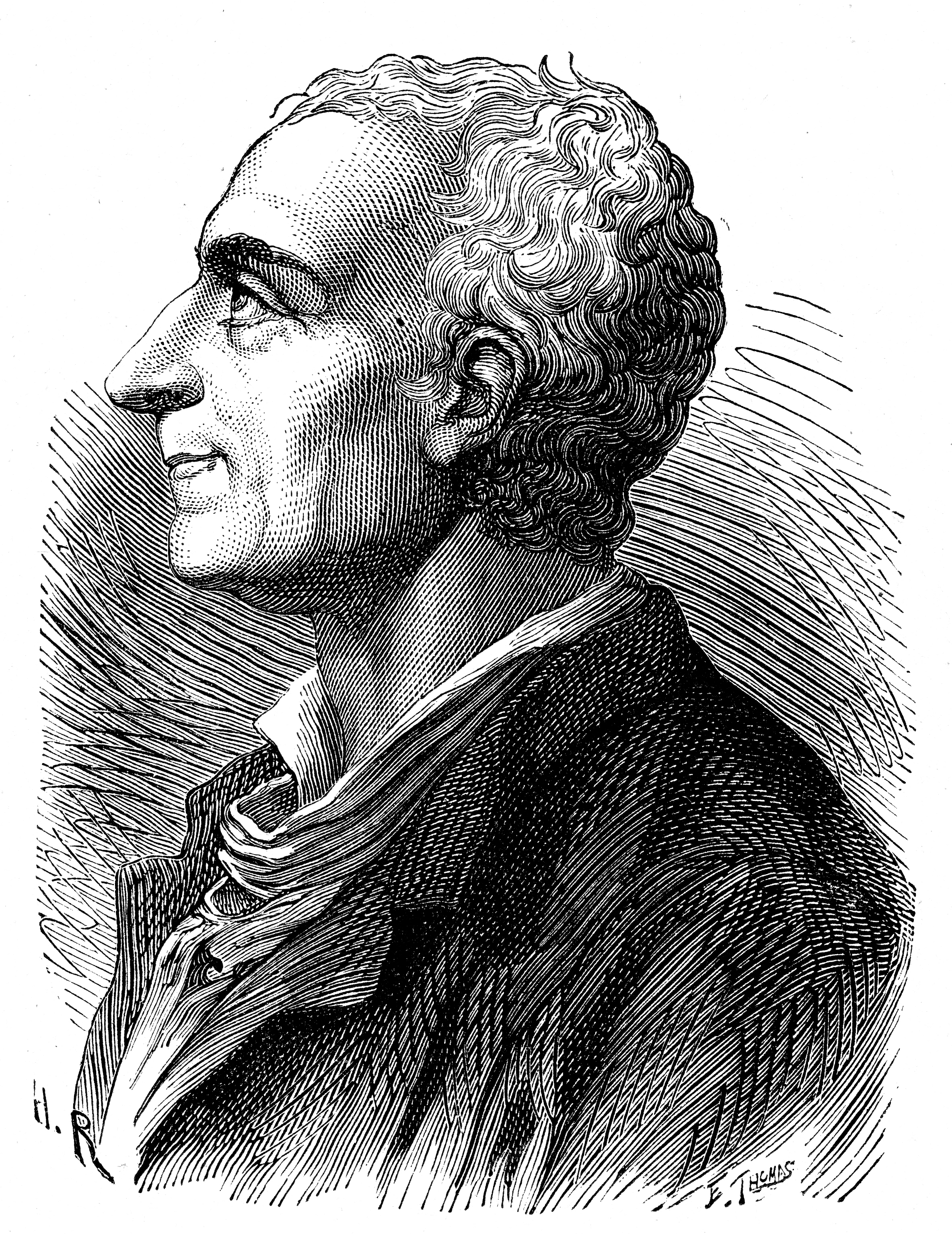
Монтескьё

Дальнейшее развитие теории разделения властей связано с именами Дж. Локка, который разработал теорию разделения властей на две ветви власти в XVII веке, и французских просветителей, особенно Шарля Луи Монтескьё, который осуществил наиболее основательную разработку этого принципа. Именно начиная с этого времени (то есть с конца XVIII — начала XIX вв.) принцип разделения властей получает признание во многих государствах.
В каждом государстве есть три рода власти: власть законодательная, власть исполнительная, ведающая вопросами международного права, и власть, ведающая вопросами права гражданского.

В силу первой власти государь или учреждение создает законы, временные или постоянные, и исправляет или отменяет существующие законы. В силу второй власти он объявляет войну или заключает мир, посылает или принимает послов, обеспечивает безопасность, предотвращает нашествия. В силу третьей власти он карает преступления и разрешает столкновения частных лиц.
— Монтескьё, Из духа законов, Книга XI
Монтескьё утверждает, что каждая Власть должна выполнять свои собственные функции, здесь было достаточно ясно:
Если власть законодательная и исполнительная будут соединены в одном лице или учреждении, то свободы не будет, так как можно опасаться, что этот монарх или сенат станет создавать тиранические законы для того, чтобы так же тиранически применять их.
Не будет свободы и в том случае, если судебная власть не отделена от власти законодательной и исполнительной. Если она соединена с законодательной властью, то жизнь и свобода граждан окажутся во власти произвола, ибо судья будет законодателем. Если судебная власть соединена с исполнительной, то судья получает возможность стать угнетателем.

Все погибло бы, если бы в одном и том же лице или учреждении, составленном из сановников, из дворян или простых людей, были соединены эти три власти: власть создавать законы, власть приводить в исполнение постановления общегосударственного характера и власть судить преступления или тяжбы частных лиц.
— Монтескьё, Из духа законов, Книга XI
Если законодательная ветвь власти назначает исполнительную и судебную власть, как указывал Монтескьё, не будет разделения или разделения её полномочий, поскольку полномочия на назначение несут в себе право отменить.
Исполнительная власть должна быть в руках монарха, так как эта сторона правления, почти всегда требующая действия быстрого, лучше выполняется одним, чем многими; напротив, все, что зависит от законодательной власти, часто лучше устраивается многими, чем одним.

Если бы не было монарха и если бы законодательная власть была вверена известному количеству лиц из числа членов законодательного собрания, то свободы уже не было бы: обе власти оказались бы объединенными, так как одни и те же лица иногда пользовались бы — и всегда могли бы пользоваться — и тою, и другою властью.
— Монтескьё, Из духа законов, Книга XI
Наиболее последовательно принцип разделения властей был проведён в Конституции США 1787 года. При этом «отцы-основатели» (А. Гамильтон, Дж. Мэдисон, Дж. Джей) развили классическую модель. Они дополнили её моделью «вертикального» разделения властей, то есть способами разграничения полномочий между федеральной властью и властью штатов. Кроме того, в содержание классической модели была включена известная система «сдержек и противовесов» (англ. checks and balances). Практическое воплощение этой системы получило мощный импульс в связи с решением Верховного Суда США Марбери против Мэдисона (1803), в результате которого судебная власть США реально реализовала свою прерогативу контроля над конституционностью тех или иных законодательных актов.
Следующий этап развития теории разделения властей связан с именем китайского революционера и мыслителя Сунь Ятсена и воплотился в его учении о Конституции Пяти властей, выработанном на основе длительного изучения и анализа особенностей и недостатков конституционных систем западных стран.
Сунь Ятсен расширил западную теорию трёх ветвей власти и предложил государственное устройство, основывающееся на разделении пяти самостоятельных властей — законодательной, исполнительной, судебной, контрольной и экзаменационной.
Функция экзаменационной власти состоит в обеспечении проведения экзаменов на предмет компетентности для лиц, претендующих на занятие государственных должностей.
Контрольная власть призвана осуществлять контроль за деятельностью государственных служащих любого ранга и принимать решение об их отстранении в случае нарушения ими законодательства или утраты доверия избирателей.
Внедрение этой системы, по мысли Сунь Ятсена, позволило бы преодолеть проблемы некомпетентности госслужащих и независимости власти от избирателей.
В СССР господствовала социалистическая политико-правовая доктрина, в которой принцип разделения властей отвергался как буржуазный и неприемлемый. Единая государственная власть провозглашалась как власть Советов, то есть власть представительных органов.
Ситуация стала меняться только в последние годы перестройки, когда были внесены изменения в Конституцию СССР 1977 года и РСФСР 1978 года, принцип разделения властей на законодательную, исполнительную и судебную был провозглашён Декларацией о государственном суверенитете РСФСР, а также закреплён в союзной и российской конституциях, когда были введены должности Президентов СССР и РСФСР. Вместе с тем эти конституции сохранили полновластие Съезда народных депутатов, что впоследствии привело к конституционному кризису и вооружённому разгону парламента России.

## Принцип разделения властей в законодательстве разных стран

### Германия
Федеративная Республика Германия имеет федеративное устройство. Это значит, что система государственных органов власти делится на два уровня: федеральный, на котором принимаются общегосударственные решения и решения международного значения, и региональный, на котором решаются задачи федеральных земель. Каждый уровень обладает собственными органами исполнительной, законодательной и судебной власти. Хотя земли и имеют неравное представительство в Бундестаге, юридически они имеют равный статус, что характеризует германскую федерацию как симметричную.
- Законодательная власть. Германский бундестаг (парламент) и бундесрат (орган представительства земель) осуществляют законосовещательную и законодательную функции на федеральном уровне и полномочны большинством голосов в две трети в каждом из органов вносить изменения в конституцию. На региональном уровне законотворчеством занимаются парламенты земель — ландтаги и бюргершафты (парламенты городов-земель Гамбург и Бремен). Они принимают законы, действующие в пределах земель.
- Федеральный президент избирается Федеральным собранием, состоящим из членов Бундестага и равного числа членов, избираемых народными представительствами земель, сроком на пять лет. Избрание вновь на следующих выборах допускается только один раз. Федеральный президент представляет Федерацию в международно-правовых отношениях. Исполнительные функции президента. Федеральный президент издает предписания и распоряжения, для действенности которых необходима их контрассигнация Федеральным канцлером или компетентным федеральным министром. Федеральный президент назначает и увольняет федеральных судей, федеральных чиновников и офицеров. Федеральные министры назначаются и увольняются Федеральным президентом по предложению Федерального канцлера.
- Исполнительная власть на федеральном уровне представлена федеральным правительством во главе с федеральным канцлером, который избирается без прений Бундестагом по предложению Федерального президента. Федеральный канцлер определяет основные направления политики и несёт за них ответственность. При расхождении мнений федеральных министров решает Федеральное правительство. В случае недоверия, выраженного бундестагом канцлеру, президент назначает канцлера, избранного бундестагом. Канцлер может ходатайствовать о доверии. Если доверие не одобрено большинством членов Бундестага, то в течение 21 дня президент может распустить Бундестаг по предложению канцлера. Если избран новый канцлер, право роспуска утрачивается. Главой органов исполнительной власти на уровне субъектов федерации является премьер-министр земли или бургомистр города-земли (в Гамбурге и Бремене). Федеральной и земельными администрациями руководят министры, которые стоят во главе административных органов.
- Судебная власть. Федеральный конституционный суд следит за соблюдением конституции. Также к верховным органам правосудия относятся Федеральный суд в Карлсруэ, Федеральный административный суд в Лейпциге, Федеральный суд по трудовым спорам, Федеральный общественный суд и Федеральный финансовый суд в Мюнхене. Большая часть судебных разбирательств находится в ответственности земель. Федеральные суды в основном занимаются пересмотром дел и проверяют решения судов земель на предмет формальной законности.

### Индия
- Законодательной властью Индии является двухкамерный парламент, который состоит из верхней палаты, называемой «Раджья сабха» (Совет штатов) и нижней палаты «Лок сабхи» (Народной палаты)[6].
- Исполнительная ветвь власти состоит из президента, вице-президента и Совета министров (кабинет министров является его исполнительным комитетом), возглавляемого премьер-министром. Каждый министр должен быть членом одной из палат парламента. В индийской парламентской системе исполнительная власть подчинена законодательной: премьер-министр и Совет министров несут прямую ответственность перед нижней палатой парламента[7].
- Судебная власть состоит из Верховного суда, возглавляемого верховным судьёй Индии, 21 Высшего суда, и большого количества нижестоящих судов[8].

### Российская Федерация

#### Конституционный принцип разделения властей в современном российском государстве

Схема власти в Российской Федерации. Высшего Арбитражного Суда РФ не существует с 2014 года, Конституционных и уставных субъектов не существует с 2023 года

Статья 10 Конституции Российской Федерации закрепляет принцип разделения государственной власти на законодательную, исполнительную и судебную, а также самостоятельность органов законодательной, исполнительной и судебной власти.
Речь идёт не о разделении абсолютно независимых властей, а разделении единой государственной власти (единство системы государственной власти является, согласно части 3 статьи 5 Конституции РФ, одним из конституционных принципов федеративного устройства страны) на три самостоятельные ветви власти. Принцип разделения властей является основополагающим, ориентирующим, но не безусловным.
Согласно статье 3 Конституции РФ, носителем суверенитета и единственным источником власти в Российской Федерации является ее многонациональный народ. Народ осуществляет свою власть непосредственно, а также через органы государственной власти и органы местного самоуправления.
Косвенно народ наделяет властью представителей всех ветвей власти. Основными формами выражения воли народа являются референдум и выборы.
Согласно статье 11 Конституции РФ, государственную власть осуществляют президент Российской Федерации, Федеральное собрание (Совет Федерации и Государственная дума), Правительство Российской Федерации, суды Российской Федерации.
Президент РФ является главой государства, гарантом Конституции РФ, обеспечивает согласованное функционирование и взаимодействие органов государственной власти, определяет основные направления внутренней и внешней политики.
Федеральное собрание — парламент РФ — законодательный и представительный орган.
Правительство РФ возглавляет систему органов исполнительной власти РФ. По закону «О Правительстве» правительство — высший орган исполнительной власти, является коллективным органом. Система органов исполнительной власти включает в себя федеральные министерства, федеральные службы и федеральные агентства, а также их территориальные органы. В Конституции РФ нет понятия глава исполнительной власти. Правительство «осуществляет исполнительную власть в РФ». «Председатель Правительства в соответствии с законами и указами президента определяет основные направления деятельности и организует работу правительства».
Суды РФ — Конституционный суд, Верховный суд и другие федеральные суды осуществляют судебную власть.
Взаимодействие ветвей власти в частности обеспечивается системой сдержек и противовесов. Согласно этому принципу, властные полномочия каждой из ветвей власти осуществляются независимо и ни одна из ветвей власти не может брать на себя полномочия другой. Таким образом исключается возможность узурпации всей полноты власти одной из ветвей власти. Каждая ветвь власти имеет возможность воздействовать на другие для ограничения их полномочий посредством, например, представления, назначения и снятия кандидатов с должности и принятием нормативно-правовых актов.
В Конституции президент в системе федеральных органов власти поставлен на первое место и формально не отнесён к какой-либо одной ветви власти, как и в Конституции Французской Республики. Хотя формально президент РФ не является главой исполнительной власти, он связан с ней наиболее тесно. Указы и распоряжения президента являются подзаконными актами, и, следовательно, не являются ни законами, ни судебными решениями, а носят исполнительный характер. Президент перед выборами представляет свою программу. И для её реализации он, с согласия Государственной думы, назначает председателя правительства. Глав всех министерств, кроме «силового блока» (МВД, ФСБ и др.), назначает президент после утверждения Государственной думой по предложению председателя правительства. Президент осуществляет руководство «силовым блоком» исполнительной власти, а также министерствами юстиции и иностранных дел, и назначает на должность и освобождает от должности руководителей и заместителей руководителей этих органов (после консультации с Советом Федерации).

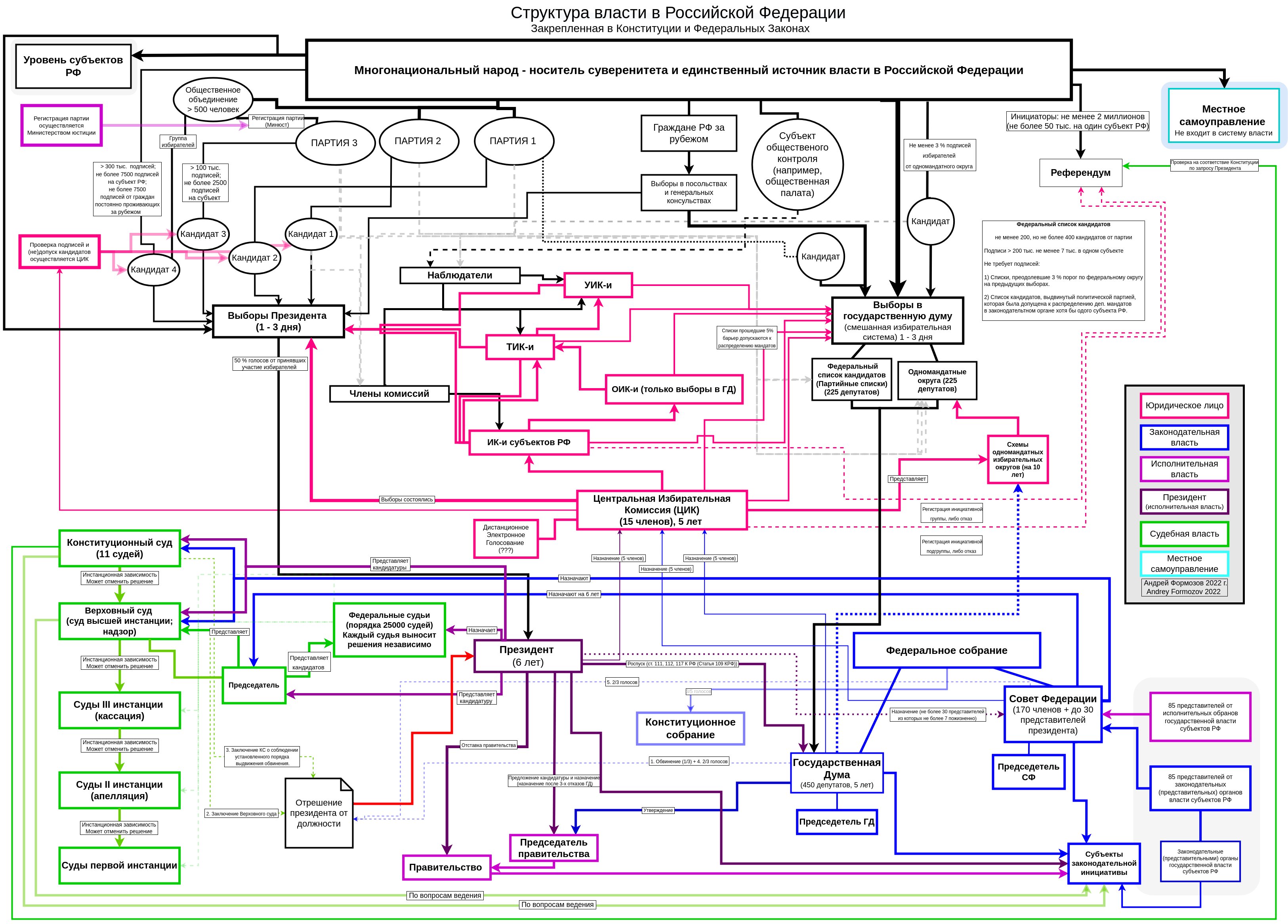
Взаимосвязь ветвей власти в Российской Федерации, закрепленная в Конституции и Федеральных законах. Реализация принципа сдержек и противовесов

Существуют и другие точки зрения роли президента в системе власти. Согласно одной точке зрения, президент рассматривается только как глава государства, гарант всех конституционных институтов, стоящий «над всеми ветвями» власти, согласует работу органов всех ветвей власти (Ст. 80 КРФ 2020), является четвёртой ветвью власти — «президентской». Но это противоречит статье 10 Конституции РФ, где закреплен принцип разделения властей на законодательную, исполнительную и судебную.
Другая точка зрения заключается в том, что президент, как глава государства, обладает полномочиями исполнительной власти, но не входит в систему её органов (ст. 83 Конституции РФ с изменениями от 1 июля 2020). Действительно, у президента РФ весьма обширные полномочия, и конституционная модель этого института соответствует модели сильного президента, принятой во многих странах мира. Однако обе точки зрения, ставящие президента РФ вне обозначенных в Конституции РФ ветвей власти, противоречат закрепленному принципу разделения властей.
Согласно третьей точке зрения, президент РФ, являясь главой государства, является важнейшим элементом системы исполнительной власти, поскольку не правительство определяет основные направления политики государства, а именно президент в своих нормативных указах и ежегодных посланиях к Федеральному собранию. Президент может принять решение об отставке правительства. Обязанности президента — назначения на государственные должности (например, назначение федеральных судей и пяти членов Центральной избирательной комиссии), определение направлений государственной политики, президентские программы, контрольные функции, руководство внешней политикой и силовыми ведомствами — являются функциями исполнительной власти.

#### Государственные органы, функции которых определены в Конституции РФ
Кроме президента, в конституции указаны и другие органы государственной власти, не входящие в традиционную систему разделения властей:
- Администрация Президента РФ  — обеспечивает реализацию полномочий президента России; формируется президентом России;
- Полномочный представитель президента РФ — представляют президента России в высших судебных и законодательных органах РФ, а также в федеральных округах;
- Государственный Совет РФ — обеспечивает согласованное функционирование и взаимодействие органов публичной власти, определение основных направлений внутренней и внешней политики России и приоритетных направлений социально-экономического развития государства; формируется президентом России;
- Совет Безопасности РФ — содействие президенту РФ в реализации его полномочий по вопросам обеспечения национальных интересов и безопасности личности, общества и государства, а также поддержания гражданского мира и согласия в стране, охраны суверенитета России, ее независимости и государственной целостности, предотвращения внутренних и внешних угроз; формируется президентом России;
- Органы прокуратуры РФ  — осуществляют надзор за соблюдением Конституции РФ и исполнением законов, надзор за соблюдением прав и свобод человека и гражданина, уголовное преследование в соответствии со своими полномочиями, а также иные функции; генеральный прокурор РФ назначается на должность после консультаций с Советом Федерации президентом России;
- Центральный банк РФ — председатель Центрального банка РФ назначается Государственной Думой. Основная функция, которую он осуществляет независимо от других органов государственной власти, — обеспечение роста экономического потенциала страны и стабильности, осуществление эмиссии денежных средств и организация их обращения;
- Центральная избирательная комиссия РФ — проводит выборы и референдумы, возглавляет систему избирательных комиссий;
- Счётная палата РФ  — осуществляет внешний государственный аудит (контроль), в т. ч. контроль за исполнением федерального бюджета; председатель Счетной палаты и половина аудиторов назначаются Советом Федерации, заместитель председателя Счетной палаты и половина аудиторов — Государственной Думой;
- Уполномоченный по правам человека в РФ  — рассматривает жалобы граждан РФ и других заявителей на решения и действия государственных органов и органов местного самоуправления, принимает меры по восстановлению нарушенных прав; назначается на должность Государственной Думой;
- другие государственные органы.

#### Разделение властей в субъектах Российской Федерации
Помимо разделения властей «по горизонтали», существует разделение властей «по вертикали» — разграничение предметов ведения и полномочий между органами государственной власти РФ и органами государственной власти субъектов РФ, а также разделение властей в самих субъектах федерации.
Статьёй 1 Федерального закона «Об общих принципах организации законодательных (представительных) и исполнительных органов государственной власти субъектов Российской Федерации» от 6 октября 1999 года закреплены такие принципы деятельности органов государственной власти, как единство системы государственной власти, разделение государственной власти на законодательную, исполнительную и судебную в целях обеспечения сбалансированности полномочий и исключения сосредоточения всех полномочий или большей их части в ведении одного органа государственной власти либо должностного лица, самостоятельное осуществление органами государственной власти принадлежащих им полномочий. Указанным федеральным законом также определены основные полномочия, основы статуса и порядка деятельности законодательных (представительных) и высших исполнительных органов государственной власти, а также высших должностных лиц субъектов РФ. К судам субъектов РФ относятся мировые судьи, а также — в некоторых субъектах — конституционные (уставные) суды. В субъектах РФ также действуют территориальные органы федеральных органов исполнительной власти, а также должностные лица Администрации президента РФ, органы прокуратуры, избирательные комиссии и другие государственные органы, которые не относятся ни к одной из основных ветвей власти.

### Франция
- Президент Республики Франция. Избирается всеобщим голосованием сроком на пять лет. Президент следит за соблюдением Конституции. Он обеспечивает своим арбитражем нормальное функционирование публичных властей, а также преемственность государства. Он является гарантом национальной независимости, целостности территории, соблюдения международных договоров. Президент ведет переговоры о заключении договоров и ратифицирует их. Исполнительные функции. Председательствует на заседаниях правительства. Президент назначает премьер-министра, прекращает исполнение его функций по заявлению последнего об отставке правительства. По представлению премьер-министра президент назначает других членов правительства и прекращает их полномочия. Может после консультации с премьер-министром и председателями палат объявить о роспуске Национального собрания. Подписывает декреты, принятые Советом министров. Назначает на гражданские и военные государственные должности. Президент является главой вооруженных сил. Он председательствует в высших советах и комитетах национальной обороны.
- Исполнительная власть. Правительство определяет и проводит политику нации. Оно ответственно перед парламентом на условиях и в соответствии с процедурами. Премьер-министр руководит деятельностью правительства. В исключительных случаях он может по специальному поручению замещать президента в качестве председателя на заседаниях совета министров с определенной повесткой дня.
- Законодательная власть принадлежит Парламенту, включающему в себя две палаты — Сенат и Национальное собрание. Парламент собирается на внеочередную сессию по требованию премьер-министра или большинства членов Национального собрания по определенной повестке дня. Внеочередные сессии открываются и закрываются декретом президента.
- Судебная власть. Президент страны является гарантом независимости судебной власти, статус судей устанавливается органическим законом, а сами судьи — несменяемы. Судебная система Франции многоступенчата, и её можно разделить на две ветви — саму судебную систему и систему административных судов. Низшую ступень в системе судов общей юрисдикции занимают трибуналы малой инстанции. Дела в таком трибунале рассматриваются судьей единолично. Однако при каждом из них состоит несколько магистров. Трибунал малой инстанции рассматривает дела с незначительными суммами, а решения таких судов апелляционному обжалованию не подлежат. При рассмотрении уголовных дел этот суд называется трибуналом полиции. Эти трибуналы делятся на палаты: по гражданским делам и исправительный суд. Кроме того, во Франции действуют судебные органы специального назначения: торговые суды и военные суды.

### Книги
на русском языке
- Монтескьё Ш. Л. Избранные произведения / общ. ред. и вступ. ст. М. П. Баскина; пер. А. Г. Горнфельда. — М. : Гослитиздат, 1955.
- Разделения властей теория // Проба — Ременсы. — М. : Советская энциклопедия, 1975. — (Большая советская энциклопедия : [в 30 т.] / гл. ред.  А. М. Прохоров ; 1969—1978, т. 21).
- Мишин А. А. Принцип разделения властей в конституционном механизме США. — М.: Наука, 1984. — 190 с.
- Барнашов А. М. Теория разделения властей: становление, развитие, применение / под ред. А. И. Кима. — Томск: Изд-во Том. гос. ун-та им. В. В. Куйбышева, 1988. — 100 с.
- Бельский К. С. Разделение властей и ответственность в государственном управлении (политологические аспекты): Учеб. пособие. — М.: Всесоюз. юрид. заоч. ин-т, 1990. — 167 с.
- Агабеков Г. Б. Концепция разделения властей: история и современность. — М.: ИНИОН, 1992. — 54 с.
- Разделение властей и парламентаризм / редкол.: Глушко Е. К. и др.. — М.: Рос. акад. наук, Ин-т государства и права, 1992. — 126 с.
- Тарбер Дж., Мези М., Пфиффнер Д. и др. Разделённая демократия: Сотрудничество и конфликт между Президентом и Конгрессом / пер. с англ.; Под общ. ред. Дж. Тарбера. — М.: Прогресс; Универс, 1994. — 413 с.
- Энтин Л. М. Разделение властей: Опыт современных государств. — М.: Юридическая литература, 1995. — 174 с.
- Лузин В. В. Принцип разделения властей как основа конституционализма: Сравнительное исследование на примере США, Великобритании и Франции. — Н. Новгород, 1997. — 178 с.
- Чеботарев Г. Н. Принцип разделения властей в государственном устройстве Российской Федерации. — Тюмень: Изд-во Тюмен. гос. ун-та, 1997. — 217 с.
- Козырев А. А. Принцип разделения и взаимодействия властей в субъектах Российской Федерации. — М.: Российская академия социальных наук, 2001. — 45 с.
- Шевцов В. С. Разделение властей в Российской Федерации. — М.: ПолиграфОпт, 2004. — 399 с.

на других языках
- David Epstein, Sharyn O’Halloran. Delegating powers: a transaction cost politics approach to policy making under separate powers. — Cambridge: Cambridge University Press, 1999.